# Gebhardt & Harhorn
Elektromobilfabrik Gebhardt & Harhorn war ein deutsches Unternehmen zur Herstellung von Elektromobilen.

## Beschreibung
Das Unternehmen war in Berlin-Schöneberg ansässig. Von 1910 bis 1917 entstanden dort elektrisch angetriebene Personen- und Lastkraftwagen unter der Marke Geha. Konstrukteur war Victor Harhorn, der vorher für die Berliner Electromobil- und Akkumulatorenfabrik Fiedler & Co. KG (BEF) tätig war.
Es entstanden Dreiradfahrzeuge mit Radnabenmotoren im einzelnen Vorderrad, die 2,2 oder 4,4 kW leisteten. 1911 erschien auch ein vierrädriges Fahrzeug, dessen linkes Hinterrad von einem Elektromotor mit 4,4 kW oder 7,4 kW angetrieben wurde, als Personen- und als Lastkraftwagen. Die Höchstgeschwindigkeit all dieser Wagen lag bei 25–30 km/h, die Reichweite bei 80 km.
1917 wurde das Unternehmen von den Elite-Werken in Brand-Erbisdorf übernommen, deren Tochtergesellschaft Elitewagen-AG ab 1919 einen von Harhorn konstruierten Einheits-Elektromobil-Vorspannwagen für Straßenreinigungs- und Müllabfuhrfahrzeuge aller Art unter der werbewirksamen Bezeichnung „Das elektrische Pferd“ vertrieb.